# 卡纳拉维尔 (犹他州)
卡纳拉维尔（英文：Kanarraville），是美国犹他州艾恩县下属的一座城市。建市于 1861年，面积大约为0.46平方英里（1.2平方公里），海拔约为5,541英尺（1,689米）。根据2010年美国人口普查，该市有人口355人。